# Doug Reinhardt
Douglas Francis Reinhardt (Torrance, Los Ángeles, California; 22 de octubre de 1985) es un beisbolista y actor estadounidense. Es más conocido por sus apariciones en el reality show The Hills y jugar béisbol para los afiliados de ligas menores de Los Angeles Angels of Anaheim y Baltimore Orioles. Se desempeña como CEO de Mobile y Fugen Facter diversión.

## Vida
Reinhardt nació el 22 de octubre de 1985 en Torrance, California. Hijo de John y Kelly Reinhardt (en la actualidad Kelly Roberts). Se crio en Murrieta, California con su hermana, Casey Reinhardt, que es dos años menor. Después de que sus padres se divorciaran, su madre se casó con Duane Roberts, el inventor del burrito congelado y dueño de la Mission Inn, un histórico hotel situado en el Riverside, California. Reinhardt se trasladó a Laguna Beach, California con su madre, padrastro y hermana, que finalmente apareció en la temporada 2 de Laguna Beach: The Real Orange County.
Reinhardt comenzó a jugar al béisbol a los cuatro años y continuó hasta sus años en la Santa Margarita Catholic High School. Rechazó una beca de béisbol con la Universidad del Sur de California a firmar con el Los Angeles Angels de Anaheim como su décima ronda de selección (293o total). En 2007, Reinhardt firmó con los Orioles de Baltimore y se sonó la rodilla hacia fuera. Su contrato era hasta la temporada siguiente.
Reinhardt asistió a la Universidad de Pepperdine como estudiante y fue aceptado en la escuela de Derecho de Pepperdine antes de ser tener la oportunidad de jugar al béisbol.

## Vida personal
Reinhardt comenzó a salir con Paris Hilton en febrero de 2009; Hilton también se había referido a su intención de casarse con Reinhardt, diciendo: "Va a ser mi marido." La pareja se separó en junio de 2009, sólo para volver a estar juntos de nuevo en agosto de ese mismo año. El 13 de abril de 2010, según informes Hilton se había separado definitivamente de Reinhardt, porque él la estaba usando para seguir con su carrera.
En 2013, se comprometió con Allie Lutz, sin embargo la relación no duró.
El 30 de julio de 2019 anunció que se había convertido en padre de gemelos, llamados Maverick y Beau, junto a su actual novia, Mia Irons.

## Televisión
- The Hills (2008–2009)
- Paris Hilton's My New BFF (2009)